# Drapetisca
Drapetisca es un género de arañas araneomorfas de la familia Linyphiidae. Se encuentra en la zona holártica y Oceanía.

## Lista de especies
Según The World Spider Catalog 12.0:
- Drapetisca alteranda Chamberlin, 1909
- Drapetisca australis Forster, 1955
- Drapetisca bicruris Tu & Li, 2006
- Drapetisca oteroana Gertsch, 1951
- Drapetisca socialis (Sundevall, 1833)